# Кикинда
Кикинда (на сръбски: Кикинда или Kikinda; на унгарски: Nagykikinda) е град в Сърбия, Автономна област Войводина, административен център на Севернобанатски окръг и едноименната община Град Кикинда.

## География
Градът се намира в географската област Сръбски Банат.
Според преброяването на населението през 2011 година Кикинда има 38 065 жители, а общината – 59 453 жители срещу съответно 44 825 и 67 002 души през 2002 г.

## История
Според археологическите находки, намерени в околностите на днешния град, на мястото на Кикинда е съществувало старо селище.
За първи път градът е споменат през 1423 година в документи на унгарския крал под името Над Кекен.
През XVIII век Кикинда е административен център на окръг. Сдобива със статут на свободен кралски град през 1893 г.

## Побратимени градове
- Жилина, Словакия
- Жимболия, Румъния
- Кишкюнфеледхаз, Унгария
- село Кондорош, Унгария
- Меджидия, Румъния
- Нарвик, Норвегия
- Приедор, Босна и Херцеговина
- Силистра, България
- Солнок, Унгария